# Offeret
Offeret er en amerikansk stumfilm fra 1915 af Frank Powell.

## Medvirkende
- Theda Bara.
- Edward José.
- Mabel Frenyear.
- May Allison.
- Clifford Bruce.